# 若宮竪町
若宮竪町（わかみやたてちょう）は、京都市上京区の町名。

## 歴史
かつて、大宮通は北に接する若宮横町で西に折れており、今宮神社御旅所の南にあるこの付近が、大宮通の北端となることから、「大宮頭」と呼ばれ、洛北の要所であった。
明治維新前は上古京上西陣組の若宮十町組に属した。

### 地名の由来
町名の若宮は近傍の若宮八幡宮に由来し、竪町は南北の通りに面する町であることから。

## 町名
現行公称町名は若宮竪町。郵便番号は602-0085。

## 地理
京都の元学区である成逸学区の北部に位置する。大宮通の上京区の最北部に位置する。北側は若宮横町、西側は西若宮北半町、南側は筋違橋町、東側は東若宮町、一部が北区の紫野宮西町に接している。

### 通り名表記
『京都市町通り名一覧表』 (1998)には、以下が挙げられている。表記の意味については「京都市内の通り#住所」を参照。
- 大宮通鞍馬口上る
- 大宮通鞍馬口上る東入
- 鞍馬口通大宮西入
- 鞍馬口通大宮東入
- 堀川通鞍馬口上る
- 大宮通寺之内上る５丁目
- 鞍馬口通大宮上る〔ママ〕

## 世帯数と人口
2020年（令和2年）10月1日現在の世帯数と人口は以下の通りである。
| 町名     | 人口  | 世帯数 |
| -------- | ----- | ------ |
| 若宮竪町 | 138人 | 86世帯 |

## 小・中学校の通学区域
市立小・中学校に通う場合の通学区域は以下のとおり。
| 町名     | 番地 | 小学校                 | 中学校             |
| -------- | ---- | ---------------------- | ------------------ |
| 若宮竪町 | 全域 | 京都市立西陣中央小学校 | 京都市立烏丸中学校 |

## 交通

### 道路

#### 南北の通り
- 猪熊通
- 大宮通

#### 東西の通り
- 建勲通
- 鞍馬口通

## 施設
- 京都大宮鞍馬口郵便局

## 関連文献
- 「角川日本地名大辞典」編纂委員会 編『角川日本地名大辞典 26 京都府』 上巻、角川書店、1982年。ISBN 4-040-01261-5。
- 「角川日本地名大辞典」編纂委員会 編『角川日本地名大辞典 26 京都府』 下巻、角川書店、1982年。ISBN 4-040-01262-3。